# 醋地砜
醋地砜（INN：Acediasulfone）是一种抗菌药物，也具有抗疟活性。它是氨苯砜的长效前药，可用于治疗麻风病。

## 合成
氨苯砜由于其相当低的水溶性而对患者给药有些不便。

醋地砜合成： 及 (Cilag Ltd.，1949&1952); Rawlins, (Parke-Davis，1952).

在寻找更容易服用的药物时，氨苯砜(1)与溴乙酸反应生成醋地砜(2)，它可以作为水溶性盐服用。